# Tẩu thoát ngoạn mục
Tẩu thoát ngoạn mục (tiếng Anh: Skiptrace, tiếng Trung: 絕地逃亡) là một bộ phim điện ảnh thuộc thể loại hài hành động – tội phạm công chiếu năm 2016, do Renny Harlin làm đạo diễn, với sự tham gia của các diễn viên chính gồm Thành Long, Johnny Knoxville và Phạm Băng Băng. Là sản phẩm hợp tác của ba nước Mỹ, Hồng Kông và Trung Quốc, bộ phim theo chân thám tử Bennie cùng với Connor Watts giải cứu cô gái trước sự truy bắt của giới xã hội đen ở Hồng Kông.
Tẩu thoát ngoạn mục có buổi công chiếu lần đầu tại Trung Quốc vào ngày 21 tháng 7 năm 2016, tại Việt Nam vào ngày 22 tháng 7 năm 2016 và tại Mỹ vào ngày 2 tháng 9 cùng năm. Bộ phim nhìn chung nhận về những nhận xét đa phần là tiêu cực từ giới chuyên môn và thu về 136,6 triệu USD từ kinh phí sản xuất 30–60 triệu USD.

## Nội dung
Năm 2006, ở Hồng Kông, Thám tử Bennie Chan quyết tâm truy đuổi một trùm tội phạm giấu mặt có biệt danh "Matador", người mà anh tin là doanh nhân Victor Wong. Trong khi theo dấu hắn, Yung - cộng sự của Bennie - được xem như đã chết trong vụ nổ bom. Từ đó Bennie thay Yung chăm lo cho Samantha, con gái của ông ta. Chín năm sau, Samantha dính vào rắc rối với tổ chức tội phạm của Wong, còn Bennie phải tìm một tay lừa đảo người Mỹ tên Connor Watts, người chứng kiến vụ giết hại một cô gái tên Esther Yee trong sòng bạc của Wong ở Ma Cao. Tuy nhiên, Connor đã bị bắt cóc bởi thuộc hạ của một ông trùm người Nga vì anh ta đã làm con gái ông ta có thai.
Ở Siberia, Bennie giải cứu Connor khỏi băng đảng Nga và chuẩn bị đưa anh ta về Hồng Kông, tuy nhiên Connor đã đốt hộ chiếu của Bennie, cả hai đành phải đi bộ. Ở Mông Cổ, Bennie giúp đỡ một cậu bé bị thương và họ được dân làng đãi tiệc cám ơn. Connor kể rằng Esther trước khi chết đã đưa cho anh ta một chiếc điện thoại thuộc về "Matador". Khi đến biên giới Trung Quốc, Connor gây rối khiến cả hai bị quân đội bắt giữ. Băng đảng Nga sau đó tấn công chiếc xe cảnh sát để bắt Connor về Nga, nhưng Bennie và Connor chạy thoát lần nữa.
Bennie biết được Samantha đã bị thuộc hạ của Wong bắt giữ, chúng đe dọa sẽ giết cô nếu anh không mang chiếc điện thoại về Hồng Kông. Về đến Hồng Kông, Bennie cố gắng chứng minh Wong là "Matador" nhưng dấu vân tay của Wong không khớp với dấu vân tay bảo mật của chiếc điện thoại, rốt cuộc Bennie là người bị cảnh sát bắt. Connor sau đó giúp Bennie ra khỏi phòng giam. Leslie, đồng nghiệp của Bennie, đã vượt qua lớp bảo mật của chiếc điện thoại và tìm ra manh mối về danh tính của "Matador". Bennie và Leslie còn biết rằng Đại úy Tang, sếp của họ, hiện đang hợp tác với Wong.
Bennie và Connor đến xưởng đóng tàu, nơi tổ chức tội phạm của "Matador" đang tụ tập. Họ thấy Wong nói chuyện với "Matador", sau đó Wong bị giết vì không mang được chiếc điện thoại về. Trong lúc tìm kiếm Samantha, cả hai bị bọn tội phạm bắt giữ. "Matador" được tiết lộ chính là Yung, người đã làm giả cái chết của mình vào chín năm trước và cũng là chủ nhân của chiếc điện thoại. Bennie và Connor sắp bị hành quyết thì băng đảng Nga đã đến cứu họ. Cuộc giao chiến gây ra một vụ nổ khiến con tàu bị ngập nước và chìm dần. Samantha sắp chết đuối trong căn phòng thì được Bennie và Yung cứu. Bên ngoài, cảnh sát ập đến bắt giữ Tang và bọn tội phạm còn lại. Yung biết mình không còn đường thoát nên đã tự sát bằng cách chìm xuống nước.
Một thời gian sau, Connor đến nước Nga để xem đứa bé mà cô con gái ông trùm hạ sinh, nhưng đứa bé không phải con của anh ta, mà là của một tay vệ sĩ người Nga. Cuối phim, Connor và Samantha tặng cho Bennie một nông trại nuôi lạc đà Alpaca, đúng với mơ ước từ lâu của anh.